# Jöns Larsson Nyman
Jöns Larsson Nyman, född omkring 1634, död 8 september 1708 i Skänninge församling, Östergötlands län, var rådman i Skänninge stad.

## Biografi
Nyman var 1654 fogde på Hulterstad i Mjölby socken. Han valdes 23 maj till rådman i Skänninge stad. Nyman avled 1708 i Skänninge.

### Familj
Nyman gifte sig första gången 1654 i Skänninge med Margareta Lindeman (1635-1668). Hon var dotter till borgmästaren Olof Håkansson och Brita Joensdotter. De fick tillsammans barnen Catharina Nyman (född 1657) som var gift med inspektorn Nils Björnsson vid Stora sjötullen, Stockholm och Anna Margareta Nyman (1665–1716) som var gift med hovrättspresidenten Germund Cederhielm i Göta hovrätt.
Nyman gifte sig andra gången med Sara Noije. Hon var dotter till brukspatron Albine Noije. De fick tillsammans dotter Anna Margareta Nyman (1680–1710) som var gift med kyrkoherden Joannes Nicolai Wesselius i Svanshals församling och kyrkoherden Jonas Torpadius i Kristbergs församling.